# Nicolas Kettel
Nicolas Kettel (ur. 17 grudnia 1925 w Dudelange – zm. 7 kwietnia 1960) – piłkarz luksemburski grający na pozycji napastnika. W swojej karierze rozegrał 57 meczów i strzelił 15 goli w reprezentacji Luksemburga.
Zginął w wypadku samochodowym.

## Kariera klubowa
Swoją karierę piłkarską Kettel rozpoczął w klubie Stade Dudelange. W 1945 roku zadebiutował w nim. W sezonach 1945/1946, 1946/1947 i 1947/1948 wywalczył z Dudelange trzy mistrzostwa Luksemburga. W sezonie 1947/1948 sięgnął też po Puchar Luksemburga. W Dudelange grał do 1948 roku i wtedy też przeszedł do klubu FCM Young Boys Diekirch. W 1953 roku wrócił do Dudelange i występował w nim do końca swojej kariery czyli do zakończenia sezonu 1959/1960. W sezonach 1954/1955 i 1956/1957 wywalczył z Dudelange dwa kolejne mistrzostwa kraju, a w sezonie 1955/1956 zdobył swój trzeci w karierze puchar kraju.

## Kariera reprezentacyjna
W reprezentacji Luksemburga Kettel zadebiutował 23 lutego 1946 roku w przegranym 0:7 towarzyskim meczu z Belgią, rozegranym w Charleroi. W swojej karierze grał na igrzyskach olimpijskich w Londynie, w eliminacjach do MŚ 1950 i do MŚ 1958. Od 1946 do 1959 roku rozegrał w kadrze narodowej 57 meczów i strzelił 15 goli.